# Климат Астрахани
Климат Астрахани  континентальный климат умеренного пояса, засушливый, тёплый, формируется под воздействием циркуляционных атмосферных процессов южной зоны умеренных широт. Территория доступна также выносу арктических, тропических (из Средиземноморья и Ирана), а также морских (с Атлантики) и континентальных (из Казахстана) воздушных масс. Зимой редкие осадки выпадают в виде дождя или снега, который, как правило, быстро тает.
Характерны восточные ветры, определяющие сухость и запыленность воздуха летом и сравнительно невысокие температуры зимой. Господствующее положение (60-70 % летом и 80 % — зимой) занимают континентальные воздушные массы умеренных широт. В целом климат самый континентальный и засушливый на всей европейской территории России. Для климата Астрахани свойственны значительные годовые и суточные колебания температуры воздуха и сравнительно небольшое количество осадков.
Лето в городе жаркое. Наиболее жаркий месяц года — июль. Зима мягкая, малоснежная. Наиболее холодный месяц — февраль. Погода, в основном, ясная или облачная.

## Температура воздуха
Средняя температура воздуха в Астрахани, по данным многолетних наблюдений, составляет +10,5 °C. Самый холодный месяц в городе — февраль со средней температурой −3,7 °C. Самый тёплый месяц — июль, его среднесуточная температура составляет +25,6 °C. Самая высокая температура, отмеченная в Астрахани за весь период наблюдений, +41,0 °C (зарегистрирована 1 июля 1991 года), а самая низкая −33,8  °C (8 февраля 2012 года).
Погода с устойчивой положительной температурой устанавливается, в среднем, 11 марта, а с устойчивой средней температурой ниже нуля — 4 декабря.
| Максимальная и минимальная среднемесячная температура | Максимальная и минимальная среднемесячная температура | Максимальная и минимальная среднемесячная температура | Максимальная и минимальная среднемесячная температура | Максимальная и минимальная среднемесячная температура | Максимальная и минимальная среднемесячная температура | Максимальная и минимальная среднемесячная температура | Максимальная и минимальная среднемесячная температура | Максимальная и минимальная среднемесячная температура | Максимальная и минимальная среднемесячная температура | Максимальная и минимальная среднемесячная температура | Максимальная и минимальная среднемесячная температура | Максимальная и минимальная среднемесячная температура |
| Месяц                                                 | Янв                                                   | Фев                                                   | Мар                                                   | Апр                                                   | Май                                                   | Июн                                                   | Июл                                                   | Авг                                                   | Сен                                                   | Окт                                                   | Ноя                                                   | Дек                                                   |
| Самый тёплый, °C                                      | 2,5 (2007)                                            | 2,3 (2002)                                            | 7,1 (2008)                                            | 16,3 (2012)                                           | 22,4 (1855)                                           | 27,2 (1948)                                           | 29,1 (2010)                                           | 27,3 (2007)                                           | 22,0 (1859)                                           | 15,6 (1905)                                           | 8,8 (2010)                                            | 3,8 (1874)                                            |
| Самый холодный, °C                                    | −17,8 (1848)                                          | −18,6 (1954)                                          | −7,8 (1860)                                           | 4,4 (1854)                                            | 13,8 (1918)                                           | 18,9 (1861)                                           | 22,3 (1874)                                           | 20,5 (1928)                                           | 13,4 (1884)                                           | 3,0 (1976)                                            | −6,2 (1993)                                           | −12,6 (1920)                                          |
| ----------------------------------------------------- | ----------------------------------------------------- | ----------------------------------------------------- | ----------------------------------------------------- | ----------------------------------------------------- | ----------------------------------------------------- | ----------------------------------------------------- | ----------------------------------------------------- | ----------------------------------------------------- | ----------------------------------------------------- | ----------------------------------------------------- | ----------------------------------------------------- | ----------------------------------------------------- |

## Осадки, относительная влажность воздуха и облачность
Среднегодовая сумма осадков в Астрахани — около 222 мм. Средняя годовая влажность воздуха составляет около 70 %, летом — 58—60 %, а зимой — 78—86 %. Максимум осадков приходится на июнь (25 мм), а минимум — на февраль (11 мм). В течение года среднее количество дней с осадками — около 131 (от 7 дней в августе—сентябре до 19 дней в декабре).
| Относительная влажность воздуха | Относительная влажность воздуха | Относительная влажность воздуха | Относительная влажность воздуха | Относительная влажность воздуха | Относительная влажность воздуха | Относительная влажность воздуха | Относительная влажность воздуха | Относительная влажность воздуха | Относительная влажность воздуха | Относительная влажность воздуха | Относительная влажность воздуха | Относительная влажность воздуха | Относительная влажность воздуха |
| Месяц                           | Янв                             | Фев                             | Мар                             | Апр                             | Май                             | Июн                             | Июл                             | Авг                             | Сен                             | Окт                             | Ноя                             | Дек                             | Год                             |
| Влажность воздуха, %            | 83                              | 80                              | 74                              | 63                              | 59                              | 59                              | 58                              | 59                              | 66                              | 74                              | 82                              | 86                              | 70                              |
| ------------------------------- | ------------------------------- | ------------------------------- | ------------------------------- | ------------------------------- | ------------------------------- | ------------------------------- | ------------------------------- | ------------------------------- | ------------------------------- | ------------------------------- | ------------------------------- | ------------------------------- | ------------------------------- |

Рекордный максимум осадков за сутки: 146 мм (отмечен в сентябре 1911 года).
Рекордный максимум осадков за месяц: 173 мм (отмечен в сентябре 1911 года).
Нижняя облачность составляет 2,8 балла, общая облачность — 6 баллов.
| Облачность                | Облачность | Облачность | Облачность | Облачность | Облачность | Облачность | Облачность | Облачность | Облачность | Облачность | Облачность | Облачность | Облачность |
| Месяц                     | Янв        | Фев        | Мар        | Апр        | Май        | Июн        | Июл        | Авг        | Сен        | Окт        | Ноя        | Дек        | Год        |
| Общая облачность, баллов  | 7,2        | 6,6        | 6,5        | 6,4        | 5,9        | 5,5        | 4,3        | 4,0        | 4,5        | 5,6        | 7,5        | 7,9        | 6,0        |
| Нижняя облачность, баллов | 4,6        | 3,9        | 3,0        | 2,0        | 1,6        | 1,6        | 1,4        | 1,2        | 1,5        | 2,5        | 4,8        | 5,8        | 2,8        |
| ------------------------- | ---------- | ---------- | ---------- | ---------- | ---------- | ---------- | ---------- | ---------- | ---------- | ---------- | ---------- | ---------- | ---------- |

| Число ясных, облачных и пасмурных дней при учёте общей облачности | Число ясных, облачных и пасмурных дней при учёте общей облачности | Число ясных, облачных и пасмурных дней при учёте общей облачности | Число ясных, облачных и пасмурных дней при учёте общей облачности | Число ясных, облачных и пасмурных дней при учёте общей облачности | Число ясных, облачных и пасмурных дней при учёте общей облачности | Число ясных, облачных и пасмурных дней при учёте общей облачности | Число ясных, облачных и пасмурных дней при учёте общей облачности | Число ясных, облачных и пасмурных дней при учёте общей облачности | Число ясных, облачных и пасмурных дней при учёте общей облачности | Число ясных, облачных и пасмурных дней при учёте общей облачности | Число ясных, облачных и пасмурных дней при учёте общей облачности | Число ясных, облачных и пасмурных дней при учёте общей облачности | Число ясных, облачных и пасмурных дней при учёте общей облачности |
| Месяц                                                             | Янв                                                               | Фев                                                               | Мар                                                               | Апр                                                               | Май                                                               | Июн                                                               | Июл                                                               | Авг                                                               | Сен                                                               | Окт                                                               | Ноя                                                               | Дек                                                               | Год                                                               |
| Ясных дней                                                        | 3                                                                 | 4                                                                 | 4                                                                 | 4                                                                 | 4                                                                 | 4                                                                 | 9                                                                 | 9                                                                 | 8                                                                 | 6                                                                 | 2                                                                 | 2                                                                 | 59                                                                |
| Облачных дней                                                     | 11                                                                | 11                                                                | 15                                                                | 15                                                                | 18                                                                | 19                                                                | 18                                                                | 18                                                                | 18                                                                | 15                                                                | 10                                                                | 9                                                                 | 177                                                               |
| Пасмурных дней                                                    | 17                                                                | 13                                                                | 13                                                                | 11                                                                | 9                                                                 | 7                                                                 | 4                                                                 | 4                                                                 | 4                                                                 | 10                                                                | 17                                                                | 20                                                                | 129                                                               |
| ----------------------------------------------------------------- | ----------------------------------------------------------------- | ----------------------------------------------------------------- | ----------------------------------------------------------------- | ----------------------------------------------------------------- | ----------------------------------------------------------------- | ----------------------------------------------------------------- | ----------------------------------------------------------------- | ----------------------------------------------------------------- | ----------------------------------------------------------------- | ----------------------------------------------------------------- | ----------------------------------------------------------------- | ----------------------------------------------------------------- | ----------------------------------------------------------------- |

| Число ясных, облачных и пасмурных дней при учёте нижней облачности | Число ясных, облачных и пасмурных дней при учёте нижней облачности | Число ясных, облачных и пасмурных дней при учёте нижней облачности | Число ясных, облачных и пасмурных дней при учёте нижней облачности | Число ясных, облачных и пасмурных дней при учёте нижней облачности | Число ясных, облачных и пасмурных дней при учёте нижней облачности | Число ясных, облачных и пасмурных дней при учёте нижней облачности | Число ясных, облачных и пасмурных дней при учёте нижней облачности | Число ясных, облачных и пасмурных дней при учёте нижней облачности | Число ясных, облачных и пасмурных дней при учёте нижней облачности | Число ясных, облачных и пасмурных дней при учёте нижней облачности | Число ясных, облачных и пасмурных дней при учёте нижней облачности | Число ясных, облачных и пасмурных дней при учёте нижней облачности | Число ясных, облачных и пасмурных дней при учёте нижней облачности |
| Месяц                                                              | Янв                                                                | Фев                                                                | Мар                                                                | Апр                                                                | Май                                                                | Июн                                                                | Июл                                                                | Авг                                                                | Сен                                                                | Окт                                                                | Ноя                                                                | Дек                                                                | Год                                                                |
| Ясных дней                                                         | 10                                                                 | 11                                                                 | 16                                                                 | 19                                                                 | 22                                                                 | 21                                                                 | 23                                                                 | 24                                                                 | 21                                                                 | 17                                                                 | 9                                                                  | 7                                                                  | 200                                                                |
| Облачных дней                                                      | 13                                                                 | 12                                                                 | 12                                                                 | 10                                                                 | 9                                                                  | 9                                                                  | 8                                                                  | 7                                                                  | 9                                                                  | 12                                                                 | 14                                                                 | 13                                                                 | 128                                                                |
| Пасмурных дней                                                     | 8                                                                  | 5                                                                  | 3                                                                  | 1                                                                  | 0                                                                  | 0                                                                  | 0                                                                  | 0                                                                  | 0                                                                  | 2                                                                  | 7                                                                  | 12                                                                 | 38                                                                 |
| ------------------------------------------------------------------ | ------------------------------------------------------------------ | ------------------------------------------------------------------ | ------------------------------------------------------------------ | ------------------------------------------------------------------ | ------------------------------------------------------------------ | ------------------------------------------------------------------ | ------------------------------------------------------------------ | ------------------------------------------------------------------ | ------------------------------------------------------------------ | ------------------------------------------------------------------ | ------------------------------------------------------------------ | ------------------------------------------------------------------ | ------------------------------------------------------------------ |

## Скорость ветра
Средняя скорость ветра в городе — 2,8 м/с.
| Скорость ветра      | Скорость ветра | Скорость ветра | Скорость ветра | Скорость ветра | Скорость ветра | Скорость ветра | Скорость ветра | Скорость ветра | Скорость ветра | Скорость ветра | Скорость ветра | Скорость ветра | Скорость ветра |
| Месяц               | Янв            | Фев            | Мар            | Апр            | Май            | Июн            | Июл            | Авг            | Сен            | Окт            | Ноя            | Дек            | Год            |
| Скорость ветра, м/с | 2,9            | 3,1            | 3,2            | 3,2            | 2,8            | 2,6            | 2,3            | 2,3            | 2,5            | 2,6            | 2,8            | 2,9            | 2,8            |
| ------------------- | -------------- | -------------- | -------------- | -------------- | -------------- | -------------- | -------------- | -------------- | -------------- | -------------- | -------------- | -------------- | -------------- |

## Характеристика времён года

### Зима
Зима наступает, как правило, в первой декаде декабря и характеризуется неустойчивостью погоды: ясные, холодные дни сменяются пасмурными, морозы сменяются оттепелями. Самый холодный месяц — февраль со среднемесячной температурой −3,7 °C.
Снежный покров устанавливается в первой половине декабря и за зиму может сходить и устанавливаться несколько раз. Мощность его небольшая — всего около 4 — 10 см.

### Весна
Весна — самый короткий период года (полтора месяца), с первой половины марта до последних чисел апреля. Для этого периода характерно быстрое нарастание тепла. Среднесуточная температура превышает 5 °C с 29 марта, а 10 °C — с 10 апреля, то есть в течение 12 суток температура повышается на 5 °C.

### Лето
Лето — самый продолжительный сезон в году — почти 5 месяцев.
Начинается оно, в среднем, 30 апреля с устойчивого перехода температуры воздуха через 15 °C в сторону повышения и заканчивается 26 сентября, когда температура снижается до 15 °C.
С конца мая до начала сентября длится жаркое лето со средней температурой выше 20 °C. В июле среднесуточная температура регулярно превышает 25 °C, а иногда и 30 °C. Так, в июле 2010 года было 11 суток со средней температурой выше 30 °C, средняя температура 13 июля составила тогда 32,2 °C.
Несмотря на то, что лето сухое, осадков летом выпадает больше, чем в другие сезоны. Осадки имеют ливневый характер. Сухость воздуха, высокая температура и большое число солнечных дней являются причиной высокой испаряемости, превышающей количество осадков в 6-10 раз.

### Осень
Начало осени приходится на конец сентября, когда температура переходит через отметку в +15 °C в сторону понижения. Устанавливается тёплая сухая солнечная погода с умеренно высокими температурами днём и сравнительно низкими ночью.
Во второй половине октября или в начале ноября начинаются заморозки.

## Климатограмма
| Показатель                                                             | Янв.  | Фев.  | Март  | Апр. | Май  | Июнь | Июль | Авг. | Сен. | Окт.  | Нояб. | Дек.  | Год   |
| ---------------------------------------------------------------------- | ----- | ----- | ----- | ---- | ---- | ---- | ---- | ---- | ---- | ----- | ----- | ----- | ----- |
| Абсолютный максимум, °C                                                | 14,0  | 16,9  | 24,0  | 32,0 | 36,8 | 39,9 | 41,0 | 40,8 | 38,0 | 29,9  | 21,6  | 16,4  | 41,0  |
| Средний суточный максимум, °C                                          | −0,1  | 0,7   | 7,8   | 17,4 | 23,8 | 29,3 | 32,0 | 30,7 | 24,3 | 16,3  | 7,4   | 1,2   | 15,9  |
| Средняя температура, °C                                                | −3,6  | −3,7  | 2,3   | 11,1 | 17,7 | 23,1 | 26   | 24,0 | 17,7 | 10,4  | 3,1   | −1,9  | 10,5  |
| Средний суточный минимум, °C                                           | −6,5  | −7,1  | −1,9  | 5,9  | 12,1 | 17,4 | 19,6 | 18,0 | 12,3 | 5,9   | 0,3   | −4,6  | 6,0   |
| Абсолютный минимум, °C                                                 | −31,8 | −33,8 | −26,9 | −8,9 | −1,1 | 6,1  | 10,1 | 6,1  | −2   | −10,5 | −25,8 | −29,9 | −33,8 |
| Норма осадков, мм                                                      | 16    | 12    | 16    | 23   | 28   | 25   | 24   | 20   | 17   | 18    | 18    | 16    | 233   |
| Источник: «Погода и климат» средние значения за период 1981 - 2010 гг. |       |       |       |      |      |      |      |      |      |       |       |       |       |

| Показатель                        | Янв. | Фев. | Март | Апр. | Май  | Июнь | Июль | Авг. | Сен. | Окт. | Нояб. | Дек. | Год  |
| --------------------------------- | ---- | ---- | ---- | ---- | ---- | ---- | ---- | ---- | ---- | ---- | ----- | ---- | ---- |
| Средний суточный максимум, °C     | −1,7 | −1,2 | 6,9  | 17,5 | 25,3 | 30,6 | 34,1 | 32,1 | 25,6 | 16,7 | 6,8   | 1,6  | 16,2 |
| Средняя температура, °C           | −4,5 | −4,6 | 2,9  | 11,5 | 19,3 | 24,2 | 27,6 | 25,6 | 19,6 | 12,0 | 3,7   | −0,5 | 11,4 |
| Средний суточный минимум, °C      | −7,1 | −7,4 | −1,1 | 5,6  | 13,4 | 17,6 | 21,0 | 18,9 | 13,5 | 6,8  | 0,3   | −2,9 | 6,6  |
| Источник: www.weatheronline.co.uk |      |      |      |      |      |      |      |      |      |      |       |      |      |

## Изменение климата

### Температура воздуха
В Астрахани наблюдается рост среднегодовой температуры. В конце XX века — начале XXI века заметно выросла средняя температура января, февраля и октября. В начале XXI века побито множество среднемесячных температурных рекордов, в 2010 году июль, август, ноябрь и декабрь стали самыми тёплыми за весь период метеонаблюдений в Астрахани. В 2024 году наблюдался самый жаркий в истории апрель.
| Показатель                                       | Янв. | Фев. | Март | Апр. | Май  | Июнь | Июль | Авг. | Сен. | Окт. | Нояб. | Дек. | Год  |
| ------------------------------------------------ | ---- | ---- | ---- | ---- | ---- | ---- | ---- | ---- | ---- | ---- | ----- | ---- | ---- |
| Средняя температура, °C                          | −5,5 | −4,9 | 1,3  | 11,1 | 18,2 | 22,8 | 25,2 | 23,3 | 17,3 | 9,2  | 3,4   | −1,7 | 10,0 |
| Источник: Северо-Евразийский Климатический Центр |      |      |      |      |      |      |      |      |      |      |       |      |      |

| Показатель                                          | Янв. | Фев. | Март | Апр. | Май  | Июнь | Июль | Авг. | Сен. | Окт. | Нояб. | Дек. | Год  |
| --------------------------------------------------- | ---- | ---- | ---- | ---- | ---- | ---- | ---- | ---- | ---- | ---- | ----- | ---- | ---- |
| Средняя температура, °C                             | −4,8 | −4,7 | 1,4  | 11,4 | 17,8 | 23,0 | 25,2 | 23,4 | 17,3 | 9,6  | 3,2   | −1,8 | 10,1 |
| Источник: «Погода и климат» (данные заархивированы) |      |      |      |      |      |      |      |      |      |      |       |      |      |

| Показатель                                       | Янв. | Фев. | Март | Апр. | Май  | Июнь | Июль | Авг. | Сен. | Окт. | Нояб. | Дек. | Год  |
| ------------------------------------------------ | ---- | ---- | ---- | ---- | ---- | ---- | ---- | ---- | ---- | ---- | ----- | ---- | ---- |
| Средняя температура, °C                          | −3,6 | −3,6 | 2,0  | 11,1 | 17,6 | 22,9 | 25,4 | 23,9 | 17,6 | 10,2 | 3,2   | −1,9 | 10,4 |
| Источник: Северо-Евразийский Климатический Центр |      |      |      |      |      |      |      |      |      |      |       |      |      |

| Показатель                | Янв. | Фев. | Март | Апр. | Май  | Июнь | Июль | Авг. | Сен. | Окт. | Нояб. | Дек. | Год  |
| ------------------------- | ---- | ---- | ---- | ---- | ---- | ---- | ---- | ---- | ---- | ---- | ----- | ---- | ---- |
| Средняя температура, °C   | −3,6 | −3,7 | 2,3  | 11,1 | 17,7 | 23,1 | 25,6 | 24,0 | 17,7 | 10,4 | 3,1   | −1,9 | 10,5 |
| Источник: Погода и климат |      |      |      |      |      |      |      |      |      |      |       |      |      |

| Среднемесячная температура последних лет | Среднемесячная температура последних лет | Среднемесячная температура последних лет | Среднемесячная температура последних лет | Среднемесячная температура последних лет | Среднемесячная температура последних лет | Среднемесячная температура последних лет | Среднемесячная температура последних лет | Среднемесячная температура последних лет | Среднемесячная температура последних лет | Среднемесячная температура последних лет | Среднемесячная температура последних лет | Среднемесячная температура последних лет | Среднемесячная температура последних лет |
| Месяц                                    | Янв                                      | Фев                                      | Мар                                      | Апр                                      | Май                                      | Июн                                      | Июл                                      | Авг                                      | Сен                                      | Окт                                      | Ноя                                      | Дек                                      | Год                                      |
| 2005 год, °C                             | −1,2                                     | −4,3                                     | 1,1                                      | 11,1                                     | 20,1                                     | 22,8                                     | 26,1                                     | 24,2                                     | 20,5                                     | 11,6                                     | 5,2                                      | 1,4                                      | 11,6                                     |
| 2006 год, °C                             | −11,3                                    | −4,2                                     | 3,7                                      | 11,7                                     | 17,3                                     | 26,3                                     | 24,5                                     | 27,2                                     | 18,7                                     | 11,8                                     | 2,9                                      | 0,3                                      | 10,7                                     |
| 2007 год, °C                             | 2,5                                      | −2,1                                     | 3,4                                      | 10,1                                     | 19,1                                     | 23,6                                     | 25,9                                     | 27,3                                     | 19,0                                     | 12,0                                     | 1,2                                      | −2,8                                     | 11,6                                     |
| 2008 год, °C                             | −9,0                                     | −4,1                                     | 7,2                                      | 13,2                                     | 17,5                                     | 22,6                                     | 26,2                                     | 25,1                                     | 16,9                                     | 11,4                                     | 5,1                                      | −3,0                                     | 10,8                                     |
| 2009 год, °C                             | −6,1                                     | −1,4                                     | 3,7                                      | 8,8                                      | 16,9                                     | 24,7                                     | 26,3                                     | 21,8                                     | 18,7                                     | 12,9                                     | 3,7                                      | −0,8                                     | 10,8                                     |
| 2010 год, °C                             | −6,6                                     | −5,5                                     | 2,8                                      | 10,7                                     | 20,1                                     | 26,3                                     | 29,1                                     | 27,3                                     | 19,9                                     | 9,5                                      | 8,8                                      | 3,3                                      | 12,2                                     |
| 2011 год, °C                             | −3,9                                     | −6,8                                     | 1,1                                      | 9,5                                      | 18,2                                     | 24,4                                     | 28,3                                     | 24,9                                     | 18,0                                     | 10,7                                     | −1,2                                     | −1,2                                     | 10,2                                     |
| 2012 год, °C                             | −5,3                                     | −12,0                                    | 0,2                                      | 16,3                                     | 21,8                                     | 25,3                                     | 26,6                                     | 26,7                                     | 18,4                                     | 13,2                                     | 4,5                                      | −3,9                                     | 11,0                                     |
| 2013 год, °C                             | −2,5                                     | −0,1                                     | 4,0                                      | 11,9                                     | 21,2                                     | 24,5                                     | 25,6                                     | 23,9                                     | 17,1                                     | 9,9                                      | 5,9                                      | -1,5                                     | 11,7                                     |
| ---------------------------------------- | ---------------------------------------- | ---------------------------------------- | ---------------------------------------- | ---------------------------------------- | ---------------------------------------- | ---------------------------------------- | ---------------------------------------- | ---------------------------------------- | ---------------------------------------- | ---------------------------------------- | ---------------------------------------- | ---------------------------------------- | ---------------------------------------- |
| 2014 год, °C                             | -3,1                                     | -4,9                                     | 4,0                                      | 10,3                                     | 22,3                                     | 24,4                                     | 25,6                                     | 27,0                                     | 17,6                                     | 6,7                                      | -1,5                                     | -1,1                                     | 10,6                                     |
| 2015 год, °C                             | -3,8                                     | 3,4                                      | 2,7                                      | 10,5                                     | 16,7                                     | 25,3                                     | 26,5                                     | 24,9                                     | 20,4                                     | 8,3                                      | 4,4                                      | 1,7                                      | 11,8                                     |
| 2016 год, °C                             | -4,8                                     | 1,3                                      | 4,8                                      | 13,6                                     | 21,5                                     | 25,5                                     | 27,7                                     | 28,8                                     | 16,8                                     | 7,9                                      | 2,0                                      | -5,1                                     | 11,7                                     |
| 2017 год, °C                             | -3,7                                     | -4,6                                     | 4,9                                      | 11,9                                     | 18,7                                     | 22,2                                     | 27,0                                     | 26,1                                     | 22,0                                     | 10,6                                     | 4,5                                      | 0,1                                      | 11,6                                     |
| 2018 год, °C                             | -5,3                                     | -2,3                                     | 1,3                                      | 12,2                                     | 21,9                                     | 23,8                                     | 28,9                                     | 24,7                                     | 22,1                                     | 12,9                                     | 3,3                                      | -0,5                                     | 11,9                                     |
| 2019 год, °C                             | -2,3                                     | -1,4                                     | 6,4                                      | 13,4                                     | 22,7                                     | 27,7                                     | 26,5                                     | 24,1                                     | 17,1                                     | 13,5                                     | 1,7                                      | 0,5                                      | 12,5                                     |
| 2020 год, °C                             | -0,3                                     | 1,9                                      | 7,9                                      | 10,5                                     | 19,0                                     | 26,8                                     | 28,8                                     | 23,6                                     | 20,7                                     | 14,1                                     | 3,1                                      | -4,0                                     | 12,7                                     |
| 2021 год, °C                             | -1,3                                     | -2,8                                     | 1,9                                      | 14,1                                     | 22,9                                     | 26,4                                     | 29,0                                     | 29,1                                     | 17,4                                     | 11,3                                     | 4,5                                      |                                          |                                          |

### Рекорды температуры воздуха и осадков
На конец XX — начало XXI века, а в особенности на аномально жаркое лето 2010 года, приходится множество температурных максимумов.
| Суточные температурные рекорды  | Суточные температурные рекорды                        |
| Максимумы                       | Минимумы                                              |
| ------------------------------- | ----------------------------------------------------- |
| +41,0 °C (1 июля 1991 года)     | −33,8 °C (8 февраля 2012 года)                        |
| +40,9 °C (12 июля 2010 года)    | −33,0 °C (2 февраля 1954 года)                        |
| +40,8 °C (3 июля 1991 года)     | −31,8 °C (19 января 1883 года и 18 февраля 1929 года) |
| +40,8 °C (8 августа 2007 года)  | −31,6 °C (21 января 1929 года)                        |
| +40,5 °C (10 июля 2010 года)    | −31,5 °C (7 февраля 2012 года)                        |
| +40,4 °C (11 июля 2010 года)    | −31,3 °C (8 января 1925 года)                         |
| +40,3 °C (2 июля 1991 года)     | −30,5 °C (11 января 1940 года)                        |
| +40,2 °C (10 августа 2010 года) | −30,2 °C (7 января 1935 года)                         |
| +40,1 °C (11 августа 2010 года) | −29,9 °C (30 декабря 1892 года)                       |
| +40,0 °C (7 августа 2006 года)  | −29,9 °C (12 января 1950 года)                        |
| +40,0 °C (6 августа 2010 года)  | −29,8 °C (27 декабря 1924 года)                       |
| +39,9 °C (4 июля 1954 года)     | −29,8 °C (17 февраля 1951 года)                       |
| +39,9 °C (17 июня 1998 года)    | −29,7 °C (1 февраля 1937 года)                        |
| +39,9 °C (1 августа 2010 года)  | −29,6 °C (18 января 1883 года)                        |
| +39,9 °C (5 августа 2010 года)  | −29,4 °C (1 января 1934 года)                         |
| +39,9 °C (9 августа 2010 года)  | −29,3 °C (6 января 1893 года)                         |
| +39,7 °C (19 июля 1883 года)    | −29,3 °C (20 февраля 1929 года)                       |

| Месячные рекорды осадков    | Месячные рекорды осадков  |
| Максимумы                   | Минимумы                  |
| --------------------------- | ------------------------- |
| 173 мм (сентябрь 1911 года) | 0 мм (сентябрь 1883 года) |
| 152 мм (январь 1854 года)   | 0 мм (март 1884 года)     |
| 126 мм (июнь 1933 года)     | 0 мм (февраль 1885 года)  |
| 96 мм (июль 1992 года)      | 0 мм (май 1885 года)      |
| 95 мм (май 1928 года)       | 0 мм (июль 1885 года)     |
| 87 мм (апрель 2011 года)    | 0 мм (декабрь 1886 года)  |
| 79 мм (август 1999 года)    | 0 мм (апрель 1890 года)   |
| 65 мм (март 1987 года)      | 0 мм (октябрь 1891 года)  |
| 75мм (октябрь 2010 года)    | 0 мм (август 1900 года)   |
| 60 мм (февраль 1911 года)   | 0 мм (июнь 1908 года)     |
| 54 мм (декабрь 1915 года)   | 0 мм (ноябрь 1997 года)   |
| 50 мм (ноябрь 1943 года)    | 0,4 мм (январь 1895 года) |